# 蒼井嵐樹
蒼井 嵐樹（あおい らんじゅ、2004年9月18日 - ）は、日本の俳優。愛知県出身。スターダストプロモーション第三事業部所属。

## 人物
- 趣味は、映画鑑賞、ショッピング、カメラ[1]、たまごっち。
- 特技は、短距離走[1]。
- 2023年9月18日に芸名を現在の「蒼井嵐樹」に改名。旧芸名は「嵐樹」。
- 5人組ダンス＆ボーカルグループ「LEØNAGE (レオネージュ)」のメンバーとして、2025年2月22日グループ結成・デビュー[2]。

## 出演
※太字は主演。

### 舞台
- 「はんぶんホントのストーリー モデルドリームズ2022」（2022年） - リューキ 役
  - 愛知県 デザインホール（11月5日、6日）

- ミュージカル『テニスの王子様』4thシーズン（2023年 - ） - 仁王雅治 役[3]
  - 青学vs立海（2024年1月13日 - 21日、TACHIKAWA STAGE GARDEN / 1月26日 - 2月3日、オリックス劇場 / 2月9日 - 11日、土岐市文化プラザ サンホール / 2月23日 - 3月2日、日本青年館ホール）
  - Dream Live 2024 ～Memorial Match～（2024年5月25日 - 26日、神戸ワールド記念ホール / 5月31日 - 6月2日、有明アリーナ）[4]
- 『ヒプノシスマイク -Division Rap Battle-』Rule the Stage -Grateful Cypher-（2024年10月4日 - 14日、TOKYO DOME CITY HALL） - 飛砂風紫音 役[5]
- 朗読劇「名前を呼んで、もう一度」（2024年11月20日13:00公演／19:00公演、サンシャイン劇場）
- 舞台『ひと』（2024年12月3日 - 8日、三越劇場 / 12月14日・15日、近鉄アート館） - 稲見映樹 役[6]
- 主役の椅子はオレの椅子 Season2（2025年1月23日 - 26日、品川プリンスホテル クラブeX） - 水沢ほくと 役[7][8]
- 朗読劇『461個の弁当は、親父と息子の男の約束。』2025（2025年5月13日 - 18日、よみうり大手町ホール / 5月31日・6月1日、COOL JAPAN PARK OSAKA TTホール）[9]
- 『ヒプノシスマイク -Division Rap Battle-』 Rule the Stage 《Buster Bros!!! ＆ Bad Ass Temple feat. 糸の会 ＆ WESTEND-MAFIA》（2025年10月18日 - 24日、Kanadevia Hall） - 飛砂風紫音 役[10]

### 映画
- ショートムービー「眠り薬」（2023年1月25日配信開始）

### ドラマ
- 中京テレビ 24時間テレビ 「八月の街」（2018年）葉山陽介 役
- テレビ東京 「レンタルなんもしない人」 第10話 （2020年）[11]
- NHK 高校生日記ショートドラマ 「アフターアワーズ私たちの旅立ち」（2023年）一ノ瀬優馬 役[12]
- テレビ東京 ドラマ8「しょせん他人事ですから」 第5話 （2024年）ドーナツ店・アルバイト 山下役
- テレビ東京 ドラマNEXT「ひだまりが聴こえる」 第11話 （2024年）ユウキ役
- テレビ東京 ドラマチューズ！「ウイングマン」 第1話（2024年）

### CD・DVD
- 配信シングル 「Be the Winners」 （2021年）♪Be the Winners

### 雑誌・書籍
- SDP「EBiDAN vol.8」 （2016年7月27日）
- SDP「EBiDAN vol.9」 （2017年1月15日）
- SDP「EBiDAN vol.10」 （2017年8月9日）
- 新潮社 「ニコ☆プチ」 ※メンズモデル （2017年2月号）[13]
- SDP「EBiDAN vol.11」 （2017年12月30日）
- 新潮社 「ニコ☆プチ」 ※メンズモデル （2018年4月号）[13]
- 新潮社 「ニコ☆プチ」 ※メンズモデル （2018年8月号）[13]
- SDP「EBiDAN vol.12」 （2018年9月2日）
- 新潮社 「ニコ☆プチ」 ※メンズモデル （2018年12月号）[13]
- 新潮社 「ニコ☆プチ」 ※メンズモデル （2018年2月号）[13]
- SDP 「EBiDAN vol.13」 （2019年3月28日）
- 新潮社 「ニコ☆プチ」 ※メンズモデル （2019円6月号）[13]
- SDP 「EBiDAN vol.14」 （2019年9月2日）
- 新潮社 「ニコ☆プチ」 ※メンズモデル （2019年12月号）[13]
- 新潮社 「ニコ☆プチ」 ※メンズモデル （2019年2月号）[13]
- 新潮社 「ニコ☆プチ」 ※メンズモデル (2020年８月号）[13]
- 「NxT-Treasure Vol.0」 （2021年1月8日）[14]
- 太田出版「クイック・ジャパン vol.173」 コラム企画「DtP」（2024年8月6日）

### イベント
- 「BATTLE BOYS 2019～DREAM COME TRUE～」‐豊洲PIT （2019年7月7日）[15]
- 「CBCラジオ夏祭り2019」‐名古屋・久屋大通公園一帯 （2019年７月28日）
- 「CHALLENGE STAGE」‐幕張メッセ国際展示場ホール10特設ステージ （2019年8月28日
- 「チュウモリ THE LIVE 2019」‐CBCラジオ （2019年12月15日）
- 「豊田合成リンク」‐オアシス21 （2019年12月22日）
- 「豊田合成リンク」‐オアシス21 （2020年2月22日）
- 「BATTLE BOYS LIVE 2020～僕たちのステージ～」（2020年12月13日）[15]
- EBiDAN NAGOYA単独配信ライブ「みりゃあせ名古屋」（2020年12月26日）
- 「BATTLE BOYS LIVE 2021 -僕たちと輝く未来へ-」‐渋谷ストリームホール（2021年3月28日）[15]
- 「#えびはぴらいぶ！2022」‐タワーレコード名古屋近鉄パッセ店(2022年1月10日)
- 「FAKE MOTION LIVE 2022 NY」‐豊洲PIT （2022年1月21日、22日）
- 「EBiDAN NEXT FESTIVAL 2022 SPRING」‐渋谷ストリームホール（2022年3月31日)
- 「#えびはぴらいぶ！vol.2」‐タワーレコード名古屋近鉄パッセ店（2022年4月29日）
- 「#えびはぴらいぶ！vol.3」‐タワーレコード名古屋近鉄パッセ店（2022年5月14日）
- 「EBiDAN NEXT FESTIVAL 2022 SUMMER」‐LINE CUBE SHIBUYA （2022年8月5日）
- 「EBiDAN THE LIVE2022 -EBiDAN AWARDS-」‐東京ガーデンシアター(2022年8月20日、21日)
- 「#えびはぴらいぶ！vol.4」‐タワーレコード名古屋近鉄パッセ店（2022年10月30日）
- 「はじめまして。ヴィレヴァンさん、僕たちえびなごです。」 ‐ ヴィレッジヴァンガード名古屋パルコ店（2022年12月18日）
- 蒼井嵐樹 20th Birthday Event「らんじゅのあんしつ」（2024年9月15日）
- 「三井淳平Birthday Event 2024」 第1部（2024年10月26日）- ゲスト出演
- 奥村等士1stファンミーティング ～2025年は巳年だけど蛇には恩を忘れずに返すって意味があるんだって、最初のイベントにぴったりだね～ 第2部（2025年1月5日、シダックスカルチャーホール）- ゲスト出演
- 『ヒプノシスマイク -Division Rap Battle-』Rule the Stage《Hypnosis Delight Fes.》（2025年10月25日・26日〈予定〉、Kanadevia Hall） - 飛砂風紫音 役[16]

### その他
- 【全力で踊ってみた】AKB48『根も葉もRumor』CBCラジオ"チュウモリ"ver（2021年9月29日）